# Chapeau Claque (Film)
Chapeau Claque – Die fröhliche Beichte eines Faulenzers ist ein deutscher Autorenfilm von Ulrich Schamoni aus dem Jahr 1974. 

## Handlung
Der Film beginnt, indem Hanno Giessen vor das Haus tritt und das Gedicht Herbsttag von Rainer Maria Rilke zitiert. Hanno Giessen ist 33 Jahre alt, ledig und bezeichnet sich selbst als Privatier. Seine Vorfahren hatten mit der industriellen Produktion des Chapeau Claque (klappbarer Zylinderhut) ein immenses Vermögen verdient, aber die Firma ging in Konkurs. Hanno lebt zurückgezogen in dem Landhaus englischen Stils, das er aus der Konkursmasse retten konnte. Er geht dem Müßiggang und seiner Sammelleidenschaft nach. Seine umfangreiche Sammlung alter Gegenstände aller Art umfasst sowohl Emaille-Werbetafeln als auch die – nach Hannos Angaben – größte Hasenfiguren-Sammlung Europas. Haus und Garten verlässt Hanno Giessen nicht, stattdessen geben sich seine Lieferanten für Lebensmittel, Weine, Heizöl etc. die Klinke in die Hand. Gelegentlich kommen Freunde aus dem Unternehmerverband zu Besuch. Das Leben als Privatier gestattet es ihm, ausschließlich in stets wechselnde Morgenmäntel gewandet, über das Leben zu sinnieren. Während Hanno Giessen dem Zuschauer noch den Ablauf seines Alltags darlegt, zieht die fast 18-jährige Anna bei ihm ein und lustwandelt meist nackt oder spärlich bekleidet durch Haus und Garten. Hanno genießt seinen Müßiggang, und Anna beginnt, Mückenlarven zu zählen. Im weiteren Verlauf darf sie mit Hannos Einverständnis Sammelbildchen sortieren, aber auch dies ruft in ihr bald Langeweile hervor. Nachdem Anna zu Hannos Bettgefährtin avanciert ist, kommt es zu Streitigkeiten, und sie zieht aus. Hanno präsentiert die gesammelten Scherben zerbrochenen Porzellans aus dieser Phase und sinniert unverändert über das Leben an sich und endet mit dem Gedicht Mein Leben von Theodor Fontane.

## Hintergründe
Hanno hört am liebsten Beethovens Die Wut über den verlorenen Groschen. 
Neben der Familiengeschichte wartet Hanno Giessen u. a. mit folgenden (größtenteils Unternehmer-) Weisheiten auf: 
- Wer einen großen Sprung tun will, der muss erst rückwärts gehen.
- Nichts ist erfolgreicher als der Erfolg.
- Ein guter Schiss ist der halbe Tag.
- Der Starken Spiel ist der Schwachen Tod.
- Mancher auf Stelzen ist für die Sache zu kurz.
- Kurz vorm Ziel verreckt ist auch gestorben.
- Butter und Käse sind an einem Tag geboren.
- Gott gibt uns die Nüsse, aber er knackt sie nicht auf.
- Reiche Leute haben fette Katzen.
- Zum richtigen Unternehmer gehört auch der richtige Mercedes.
- Was kümmert's den Mond, wenn ihn der Mops anbellt!

Der Film richtet sich in seiner ironischen Art gegen den Arbeitswahn, der viele Menschen umtreibt. Das Nichtstun wird nach amtlicher Ansicht geschönt dargestellt, so dass Chapeau Claque ursprünglich sogar mit FSK 18 belegt war.

## Produktionsgeschichte
Das Haus Furtwänglerstraße 19 steht in Berlin-Grunewald. Ulrich Schamoni hatte es von den Erlösen seines Films Es gekauft und hat es auch selber bewohnt.  Aus Kostengründen fiel die Wahl des Drehortes auf sein Haus, und er begrüßte diese Wahl auch mit den Worten: „Na prima, dann brauche ich zum Drehen erst gar nicht außer Haus zu gehen.“